# Formosatettix obtusus
Formosatettix obtusus är en insektsart som beskrevs av Azhar, A. Suhail, Sabir och Asif Saeed 2000. Formosatettix obtusus ingår i släktet Formosatettix och familjen torngräshoppor. Inga underarter finns listade i Catalogue of Life.